# Kausalitetsprincippet
Kausalitetsprincippet (eller årsagsprincippet) går ud på, at der til enhver virkning findes en årsag, og at de altid følges ad i den rækkefølge: dvs. årsag ses i virkning: fx mand taber æg; æg knuses.
Ordet kommer af det latinske causa, hvilket betyder 'årsag', samt det latinske principium der betyder princip eller begyndelse.